# David Bowker
David Graham Bowker (* 15. März 1922 in Salford; † 18. März 2020) war ein britischer Segler.

## Erfolge
David Bowker nahm in der 5,5-m-Klasse an den Olympischen Spielen 1956 in Melbourne teil. Dabei war er neben Neil Kennedy-Cochran-Patrick und John Dillon Crewmitglied der Vision unter Skipper Robert Perry. Sie gewannen eine von sieben Wettfahrten und beendeten die Regatta mit 4050 Punkten auf dem zweiten Platz hinter den Olympiasiegern um Lars Thörn auf der Rush V aus Schweden und vor dem von Jock Sturrock angeführten australischen Boot Buraddoo, sodass sie die Silbermedaille erhielten.
Während des Zweiten Weltkriegs war er Bomberpilot der Royal Air Force im Rang eines Flight Lieutenants gewesen.